# Docosia columbiana
Docosia columbiana är en tvåvingeart som beskrevs av Coher 2000. Docosia columbiana ingår i släktet Docosia och familjen svampmyggor. Inga underarter finns listade i Catalogue of Life.